# Moša (rijeka)
Moša (rus. Моша) je rijeka u Plesetskom i Njandomskom rajonu Arhangelske oblasti u Rusiji, desni pritok Onege. Duga je 131 km, s površinom porječja od 8450 km2. Glavni pritoci Moše su Iksa (lijevo), Lim (desno), Lepša (desno) i Lelma (lijevo). Zapravo, najduža pritoka Moše, Lepša, duža je od same Moše.
Porječje rijeke Moša obuhvaća gotovo cijeli Njandomski okrug i neka područja u Plesetskom, Veljskom, Konoškom i Šenkurskom rajonu. Za rijeku ove duljine, područje sliva je prilično veliko.
Izvor Moše je jezero Bolšoje Mošenskoje u Njandomskom rajonu. Međutim, Moša je samo posljednji dio dužeg plovnog puta: Vojezerka, koja se ulijeva u jezero Bolšoje Mošenskoje, izvire u jezeru Spaskoje, još jednom velikom jezeru u tom području, a desni pritok Vojezerke, Kanakša, duga je 98 km.
Počevši od jezera Bolšoje Mošenskoje, Moša teče prema sjeverozapadu i vrlo brzo prihvaća Iksu s lijeve strane i Lim s desne strane. Nizvodno, također prihvaća Šožmu s lijeve strane i Nimengu s desne strane. Moša prelazi željezničku prugu između Konoše i Arhangelska na stanici Šalakuša, a iza stanice prihvaća Lepšu s desne strane. Zatim prelazi u Plesetski okrug i prihvaća Lelmu s lijeve strane. Blizu ušća, na desnoj obali Moše nalazi se veliko selo Fedovo. Ušće moše nalazi se preko puta sela Bojarskaja.
Gornji tok rijeke, blizu jezera Bolšoje Mošenskoje, je naseljen. Najniže selo na ovom dijelu je Malaya Orma. Nema sela između Male Orme i Šalakuše, a isto tako nema sela između Šalakuše i Prohnova, uzvodno od Fedova. Ipak, postoje sela koja se nalaze na nekim pritocima Moše.